# Praia dos Anjos
Baía dos Anjosː vista da zona balnear
A Praia dos Anjos localiza-se no lugar dos Anjos, na freguesia da Vila do Porto, município da Vila do Porto, na ilha de Santa Maria, nos Açores.
Cristóvão Colombo ancorou aqui em 1493, ao regressar da sua primeira viagem à América.
Constitui-se numa praia rochosa, com cerca de 2 quilómetros de extensão, com equipamentos como piscina pública municipal, parque infantil e área para piqueniques. A área conta ainda com um bar com esplanada, que serve refeições.